# Покахонтас (фильм, 1910)
«Покахонтас» (англ. Pocahontas) — американский короткометражный драматический фильм.

## Сюжет
Капитан Джон Смит вместе с группой английских колонистов отправляется в Америку и поселяется в Джеймстауне. Вдруг он попадает в плен короля, который отдаёт приказ казнить его. Но дочь короля, Покахонтас, умоляет отца сохранить его жизнь. Король освобождает Джона, и вдруг Покахонтас попадает в плен англичан.

## В ролях
| Актёр            | Роль              |
| ---------------- | ----------------- |
| Фрэнк Холл Крэйн | Ролф              |
| Джордж Барнс     | Капитан Джон Смит |
| Анна Роузмонд    | Покахонтас        |